# Spilosoma nigrostriata
Spilosoma nigrostriata là một loài bướm đêm thuộc phân họ Arctiinae, họ Erebidae.